# Catechesi Tradendae
Catechesi Tradendae é uma Exortação Apostólica pós-sinodal, do Papa João Paulo II, de 16 de outubro de 1979, "sobre a catequese do nosso tempo".
A exortação vai dirigida ao episcopado, ao clero e aos fiéis de toda a Igreja. O papa diz que esta encíclica sobre a catequese, "de um tema que é muitíssimo vasto, ela não irá deter-se senão nalguns aspectos, os mais atuais e mais decisivos, a fim de consolidar os bons frutos do Sínodo" (n° 4). Este é o documento que concluiu a IV Assembleia Geral do Sínodo dos Bispos celebrada em Roma, em 1977, com o tema A catequese em nosso tempo, com particular referência à catequese de crianças e de jovens. O trabalho de redação deste documento foi iniciado pelo papa Paulo VI, com base nos documentos dos padres sinodais, continuada por João Paulo I e concluída por João Paulo II.
Todo o tecido doutrinal desta encíclica é determinado por duas convicções fundamentais, enunciadas de modo explícito pelo documento:
- 1 - a função fundamental da catequese é "comunicar em sua integridade a Revelação de Deus" (N° 30);
- 2 - a existência de uma "pedagogia fundamental da fé" que encontra seu modelo na pedagogia de Deus e de Cristo e que deve constituir o critério supremo no emprego das ciências humanas no âmbito da catequese.

## Índice da Exortação Apostólica
- Introdução
- Capítulo I: Nós temos um único Mestre, Jesus Cristo
- Capítulo II: Uma experiência tão antiga quanto a Igreja
- Capítulo III: A Catequese na Atividade Pastoral e Missionária da Igreja
- Capítulo IV: Toda a Boa Nova colhida na fonte
- Capítulo V: Todos precisam de ser catequizados
- Capítulo VI: Algumas vias e meios para a catequese
- Capítulo VII: Como dar a catequese
- Capítulo VIII: A alegria da fé num mundo difícil
- Capítulo IX: A tarefa diz respeito a todos nós
- Conclusão